# Saurauia latibractea
Saurauia latibractea är en tvåhjärtbladig växtart som beskrevs av Jacques Denys Denis Choisy. Saurauia latibractea ingår i släktet Saurauia och familjen Actinidiaceae. Inga underarter finns listade i Catalogue of Life.